# Can Akkuzu
Can Akkuzu (né le 23 mai 1997 à Haguenau) est un pongiste français. Il remporte le titre de champion de France sénior en 2019,

## Biographie
En 2019, il devient champion de France sénior en 2019 en battant en finale Antoine Hachard en six manches (10-12, 9-11, 11-7, 11-9, 11-5, 12-10). Formé dans le club de tennis de table de Haguenau, il évolue en Allemagne à partir de ses 13 ans avant de rejoindre le club de Pontoise Cergy en 2017. Il est actuellement licencié au club de SPO Rouen tennis de table. Il est classé n°3 français en février 2019.
Durant les Jeux Européens de 2023, il remporte la médaille de bronze par équipes composées de Simon Gauzy, Alexis Lebrun, Félix Lebrun contre le Portugal.
En septembre 2023, aux championnats d'Europe par équipes à Malmö, il est médaillé de bronze avec l'équipe de France. Leur parcours s'arrête en demi-finale par une défaite 3-1 contre la Suède, pays hôte et future vainqueur de la compétition.

## Palmarès
| Année | Titre                                                              | Catégorie |
| ----- | ------------------------------------------------------------------ | --------- |
| 2011  | Médaille de bronze aux championnats d'Europe en équipe             | Cadet     |
| 2011  | Médaille de bronze aux championnats de France cadet en simple      | Cadet     |
| 2012  | Champion de France cadet en simple et double                       | Cadet     |
| 2012  | Vainqueur du top 10 européen en simple                             | Cadet     |
| 2013  | Champion de France en double junior                                | Junior    |
| 2013  | Vice champion d'Europe junior en équipe                            | Junior    |
| 2014  | Médaille de bronze au Top Européen Junior                          | Junior    |
| 2014  | Champion de France junior en simple                                | Junior    |
| 2015  | Médaille de bronze aux Championnats du Monde Junior en par équipes | Junior    |
| 2015  | Médaille de bronze aux championnats de France double junior        | Junior    |
| 2018  | Médaille de bronze en simple aux championnats de France            | Sénior    |
| 2019  | Médaille d'or en simple aux championnats de France                 | Sénior    |
| 2024  | Médaille de bronze en simple aux championnats de France            | Sénior    |